# Vardan II Mamikonian
Pour les articles homonymes, voir Vardanès et Vardan Mamikonian.
Vardan II Mamikonian ou Vartan II Mamigonian (en arménien : Վարդան Բ Մամիկոնյան), dit aussi saint Vardan, (mort en 451) est un chef militaire arménien. Ce stratège, révéré par son courage, est l'un des plus grands chefs militaires et spirituels de l'Arménie ancienne.

## Biographie
Héritier des princes Mamikonian, il est le fils de Hamazasp Mamikonian et de Sahakanoush, fille de saint Sahak le Grand et descendante des rois arsacides. 
Il devient sparapet en 432 et est convoqué par les Perses à Ctésiphon, où il est forcé de se convertir au zoroastrisme. À son retour en 450, Vardan reprend sa religion chrétienne et organise un mouvement de révolte en Arménie contre les Sassanides. Il périt lors de la bataille d'Avarayr, et devient ainsi par sa farouche résistance, l'une des figures les plus éminentes du monde arménien.
Son secrétaire personnel Yéghichê a écrit l'Histoire de Vardan et de la guerre arménienne. Une statue équestre de saint Vardan s'élève à Erevan.

## Postérité

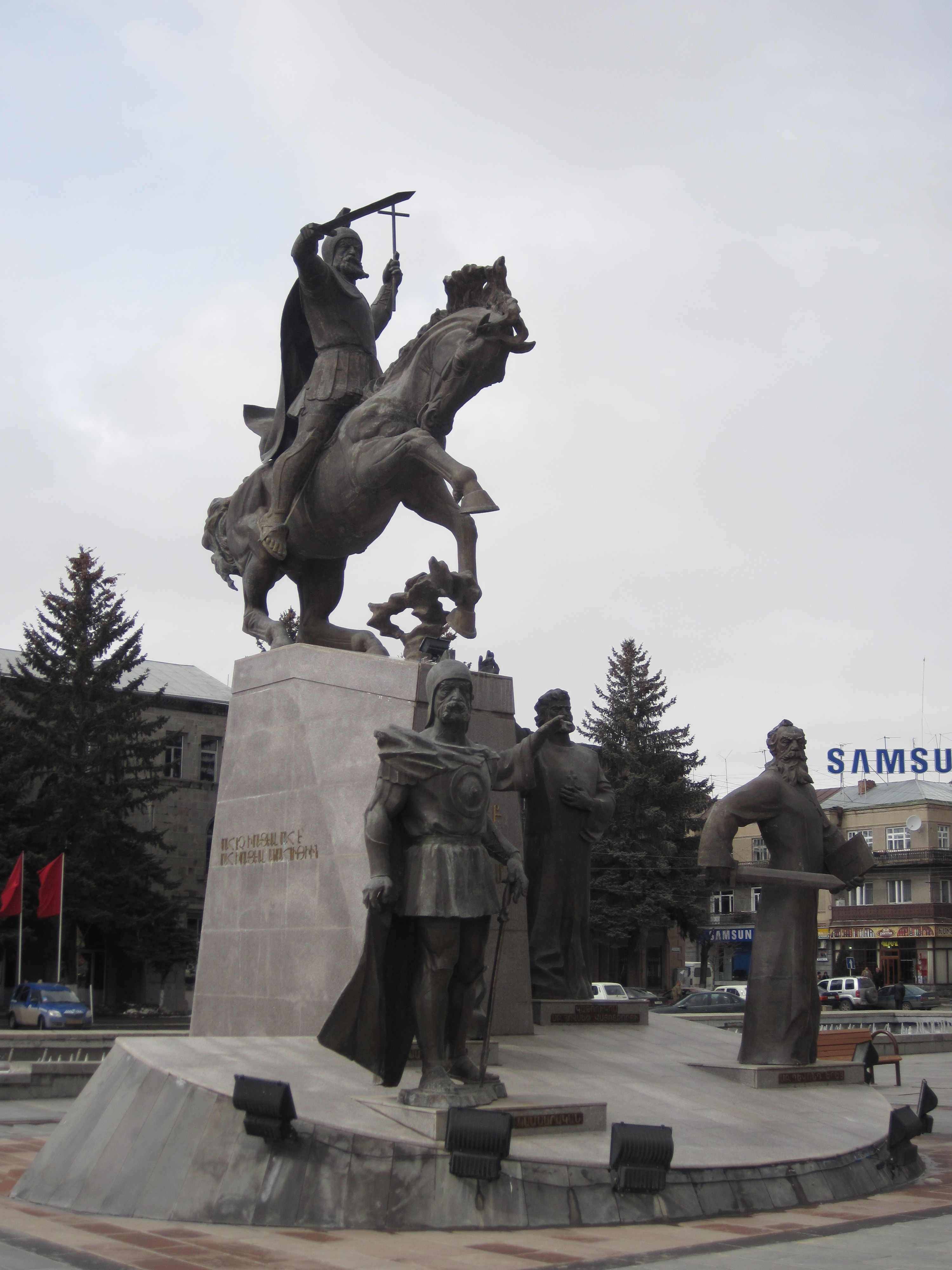
Statue équestre de Vardan, monument des Vardanants par Artush Papoyan, Gyumri.

Selon Cyrille Toumanoff, Vardan est le père de :
- Susanne / Vardanouhi, martyre tuée le 17 octobre 475 par son époux, Varsken, vitaxe de Gogarène et vice-roi d'Albanie du Caucase ;
- Vardanoysch, épouse en 451 d'Arschavir Ier, prince Kamsarakan ;
- Magnus Ier, sparapet en 451.

Ce Magnus est mentionné par une source tardive, la Chronique de Michel le Syrien (XIIIe siècle) qui précise qu'il gouverna l'Arménie pendant 20 ans. L'absence d'une telle mention dans les chroniques arméniennes contemporaines en démontre l'improbabilité, et Magnus est considéré comme un doublon de son cousin Vahan le Grand (lat. : Magnus) qui fut effectivement marzpan d'Arménie de 485 à 505. Cyrille Toumanoff considère que Magnus a pu malgré tout réellement exister, étant mort jeune, tandis que Christian Settipani ne le retient pas dans ses reconstitutions.
Christian Settipani ne mentionne que deux filles :
- Vardanouxt[3] ou Šoušan, mariée à Varsken, pitiaxaš de Gogarène[4] ;
- Vardanouš[3] ou Vardanoyš, mariée à Aršavir Kamsarakan[5].